# Bataille de Limanowa
Première Guerre mondiale
Batailles
Front d'Europe de l’Est
- Stallupönen (08-1914)
- Gumbinnen (08-1914)
- Tannenberg (08-1914)
- Île d'Odensholm (08-1914)
- Lemberg (08-1914)
- Krasnik (08-1914)
- Komarów (08-1914)
- Lacs de Mazurie (I) (09-1914)
- Przemyśl (09-1914)
- Vistule (09-1914)
- Łódź (11-1914)
- Limanowa (12-1914)
- Bolimov (01-1915)
- Zwinin (02-1915)
- Lacs de Mazurie (II) (02-1915)
- Przasnysz (02-03-1915)
- Schaulen (04-07-1915)
- Gorlice-Tarnów (05-1915)
- Boug (06-08-1915)
- Narew (07-08-1915)
- Novogeorgievsk (08-1915)
- Varsovie (08-1915)
- Sventiany (09-1915)
- Lac Narotch (03-1916)
- Offensive Broussilov (06-1916)
- Offensive de Baranavitchy (07-1916)
- Turtucaia (09-1916)
- Offensive Flămânda (09-1916)
- Argeș (12-1916)
- Offensive Kerenski (07-1917)
- Bataille de Riga (09-1917)
- Opération Albion (09-10-1917)
- Mărășești (08-1917)
- Traité de Brest-Litovsk (03-1918)
- Traité de Brest-Litovsk (03-1918)
- Bakhmatch (03-1918)

Front d'Europe de l’Ouest
Front italien
Front des Balkans
Front du Moyen-Orient
Front africain
Bataille de l'Atlantique
La bataille de Limanowa est une opération secondaire de la Première Guerre mondiale sur le front de l'Est. Elle se déroule du 1er au 13 décembre 1914, entre l'armée austro-hongroise et l'armée russe, près de la ville de Limanowa située à 40 kilomètres au sud-est de Cracovie.

## Préparatifs

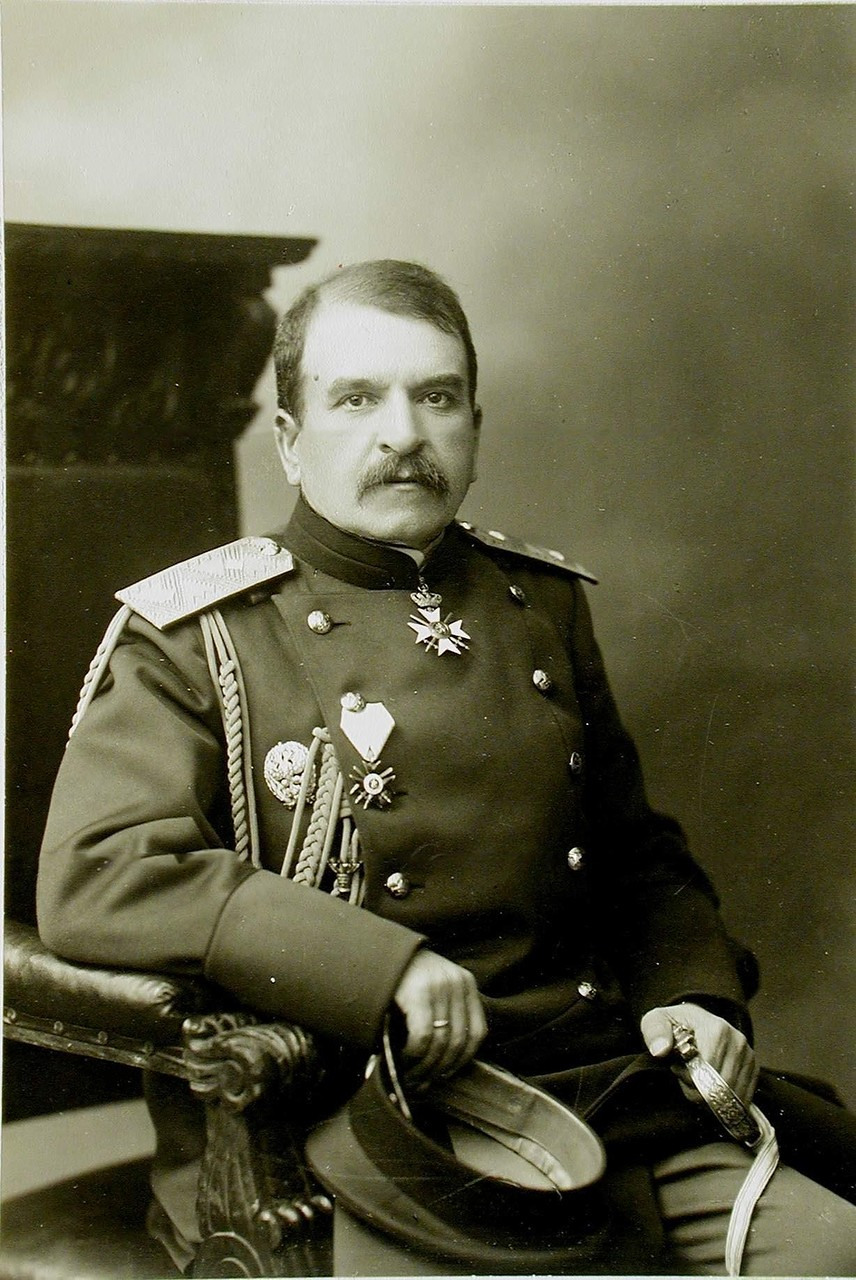
Radko Dimitriev

Le haut commandement austro-hongrois supposait que les combats indécis de l'automne 1914 (bataille de la Vistule, bataille de Łódź) contre l'armée allemande avaient affaibli les forces russes et qu'elles seraient incapables de lancer une offensive sur le front de Galicie, ce qui permettrait à l'armée austro-hongroise de mener une offensive locale pour dégager la garnison de Przemyśl encerclée depuis septembre. Ces prévisions étaient incorrectes.
Le 16 novembre, la 2e armée austro-hongroise (Eduard von Böhm-Ermolli) passe à l'offensive. Mais, le 20 novembre, le chef d'état-major russe Nikolaï Ivanov ordonne une contre-attaque massive de la 3e armée russe (Radko Dimitriev) en direction de Cracovie et de Nowy Sącz, menaçant la plaine hongroise. La 4e armée austro-hongroise (Joseph-Ferdinand de Habsbourg-Toscane), renforcée par la 47e division de réserve allemande, se prépare à une contre-offensive.

## Offensive austro-hongroise

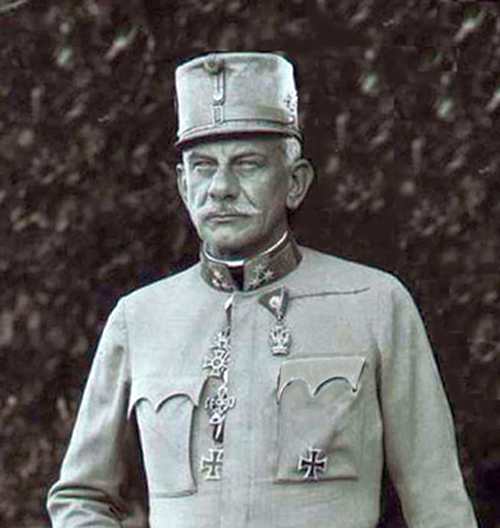
Josef Roth von Limanowa-Łapanów

Le 1er décembre, le corps austro-allemand commandé par le colonel-général autrichien Joseph Roth (de) attaque le flanc de la 3e armée russe autour des villes de Łapanów et Limanowa, l'obligeant à se replier. Après une série de durs combats, la 4e armée austro-hongroise entre à Limanowa le 6 décembre. Pour éviter d'être encerclée, la 8e armée russe (Alexeï Broussilov) doit également battre en retraite, arrêtant son avance vers les plaines hongroises.
Le 8 décembre, la 3e armée austro-hongroise (Svetozar Borojević von Bojna) passe à son tour à l'offensive et tente de forcer le col d'Oujok pour dégager Przemyśl. Mais elle est arrêtée par la 8e armée russe. Les Austro-Hongrois doivent arrêter leur avance le 13 décembre.

## Ordre de bataille

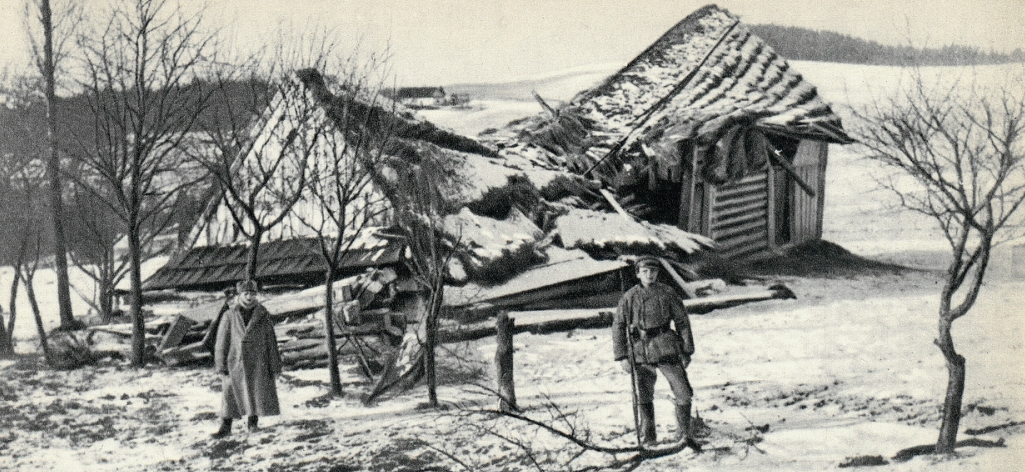
Soldats russes près de Limanowa, décembre 1914

### Russie
Front du Sud-Ouest - Commandant en chef : Nikolaï Ivanov
- 3e armée russe - Radko Dimitriev
  - XIe Corps
  - IXe Corps

### Autriche-Hongrie
Chef d'état-major général : Franz Conrad von Hötzendorf
- 4e armée austro-hongroise - archiduc Joseph-Ferdinand de Habsbourg-Toscane
  - XIVe corps - Joseph Roth (de)
  - 47e division de réserve allemande
  - IXe Corps (10e et 26e divisions)